# Margarete Adler
Margarete Adler (Viena, Austria, 13 de febrero de 1896-10 de abril de 1990) fue una nadadora austrçiaca especializada en pruebas de estilo libre, donde consiguió ser medallista de bronce olímpica en 1912 en los 4 x 100 metros.

## Carrera deportiva
En los Juegos Olímpicos de Estocolmo 1912 ganó la medalla de bronce en los relevos de 4 x 100 metros estilo libre, con un tiempo de 6:17.0 segundos, tras Reino Unido (oro con 5:52.6 segundos) y Alemania (plata); sus compañeras de equipo fueron: Klara Milch, Josephine Sticker y Berta Zahourek.